# Beau Knapp
Beau Christian Knapp (* 17. April 1989 in Los Angeles, Kalifornien) ist ein US-amerikanischer Schauspieler.

## Leben
Knapp begann seine Filmkarriere 2009 im Kurzfilm The J.H. Gunn Project. Zwei Jahre später hatte er eine Nebenrolle in J.J. Abrams’ Hollywood-Blockbuster Super 8. Eine größere Rolle hatte er im darauf folgenden Jahr an der Seite von Luke Evans im Horrorfilm No One Lives – Keiner überlebt!. 2014 agierte er an der Seite von Laurence Fishburne im Science-Fiction-Film The Signal. 2016 trat er unter anderem in The Nice Guys, The Finest Hours und Die irre Heldentour des Billy Lynn auf.
Im Fernsehen war Knapp 2017 als Deputy Caleb Brooks in der kurzlebigen Krimiserie Shots Fired zu sehen. Im darauf folgenden Jahr spielte er Peter Jablonski in der Netflix-Miniserie Seven Seconds.

## Filmografie (Auswahl)
- 2011: Super 8
- 2012: No One Lives – Keiner überlebt! (No One Lives)
- 2014: Das Glück an meiner Seite (You’re Not You)
- 2014: The Signal
- 2015: Southpaw
- 2015: Run All Night
- 2015: The Gift
- 2016: The Nice Guys
- 2016: The Finest Hours
- 2016: Die irre Heldentour des Billy Lynn (Billy Lynn’s Long Halftime Walk)
- 2017: Sand Castle
- 2017: My Days of Mercy
- 2018: Death Wish
- 2018: Measure of a Man – Ein fetter Sommer (Measure of a Man)
- 2018: Destroyer
- 2018: Seven Seconds
- 2019: American Skin
- 2019: Crypto – Angst ist die härteste Währung (Crypto)
- 2019: Semper Fi
- 2019: Black and Blue
- 2020: Mosquito State
- 2021: Ida Red
- 2021: The Guilty
- 2021: The Lost Symbol (Fernsehserie, 10 Folgen)
- 2023: Little Dixie
- 2023: The Bikeriders
- 2024: Road House
- 2024: SEAL Team (Fernsehserie, 10 Folgen)